# Limbach (Probstzella)
Limbach ist ein Ortsteil von Probstzella im Landkreis Saalfeld-Rudolstadt in Thüringen.

## Geografie
Limbach liegt südwestlich von Marktgölitz und beherbergt 70 Einwohner in einem Seitental des Loquitzgrundes. Der Weiler ist in einem Talkessel gebaut worden. Die Gemarkung des Ortes umfasst 362,91 Hektar.

## Geschichte
Das Dörfchen wurde vor seiner urkundlichen Ersterwähnung 1386 mit mehreren ähnlichen Namen genannt, sodass eine genaue Zuordnung nicht möglich war. 1386 nannte man das Dorf Ludenbach.
1394 verschenkte Graf Otto VII. von Orlamünde das Dörfchen Limbach dem Landgrafen und an den Grafen von Pappenheim. Das Limbacher Freigut wurde 1621 an einen Herren von Lengefeld von den Pappenheimern beliehen. Die Einwohner waren Leineweber, Holzhauer, Bergleute und Fuhrmänner. Die besitzlosen Arbeiter waren sogenannte Rucksackbauern, die meist nur Kleinvieh (Ziegen, Schafe und Geflügel) hatten.
1952 betrieb man einen gemeindeeigenen Teerofen sowie eine Pottaschensiederei. Es gab auch eine Pechhütte. Schieferbergbau wurde seit Jahrhunderten betrieben. 1860 ging man sogar zum Tiefbau über. 1902 gab es eine Wasserversorgung. 1911 führte der Ort die Elektroenergie ein. 1953 gründete man die LPG Einheit. Am 1. Januar 1974 kam Limbach zu Marktgölitz.